# Kommutator (elektrisk)
 For alternative betydninger, se Kommutator. (Se også artikler, som begynder med Kommutator)
En mekanisk kommutator er en vinkelafhængig elektrisk omskifter, som sidder på rotoren af elektromotorer til jævnspænding og som formidler den elektriske kontakt via fjederbelastet kul eller metal, som sidder på statoren. Kommutatoren fungerer som en variabel frekvens vekselretter.
En del nyere elektromotorer har elektronisk kommutering de kaldes også børsteløse DC-motorer. Fordelen ved de børsteløse elmotorer er mindre vedligeholdelse, højere startdrejningsmoment, variabel hastighed, færre udgifter og mindre elektrisk støj. Elektronisk kommutering kan fx anvende Hall sensorer, som registrerer magnetfeltsveksling og de anvendes til at styre transistorer eller andre halvlederkomponenter.